# Le Plus Grand Français de tous les temps

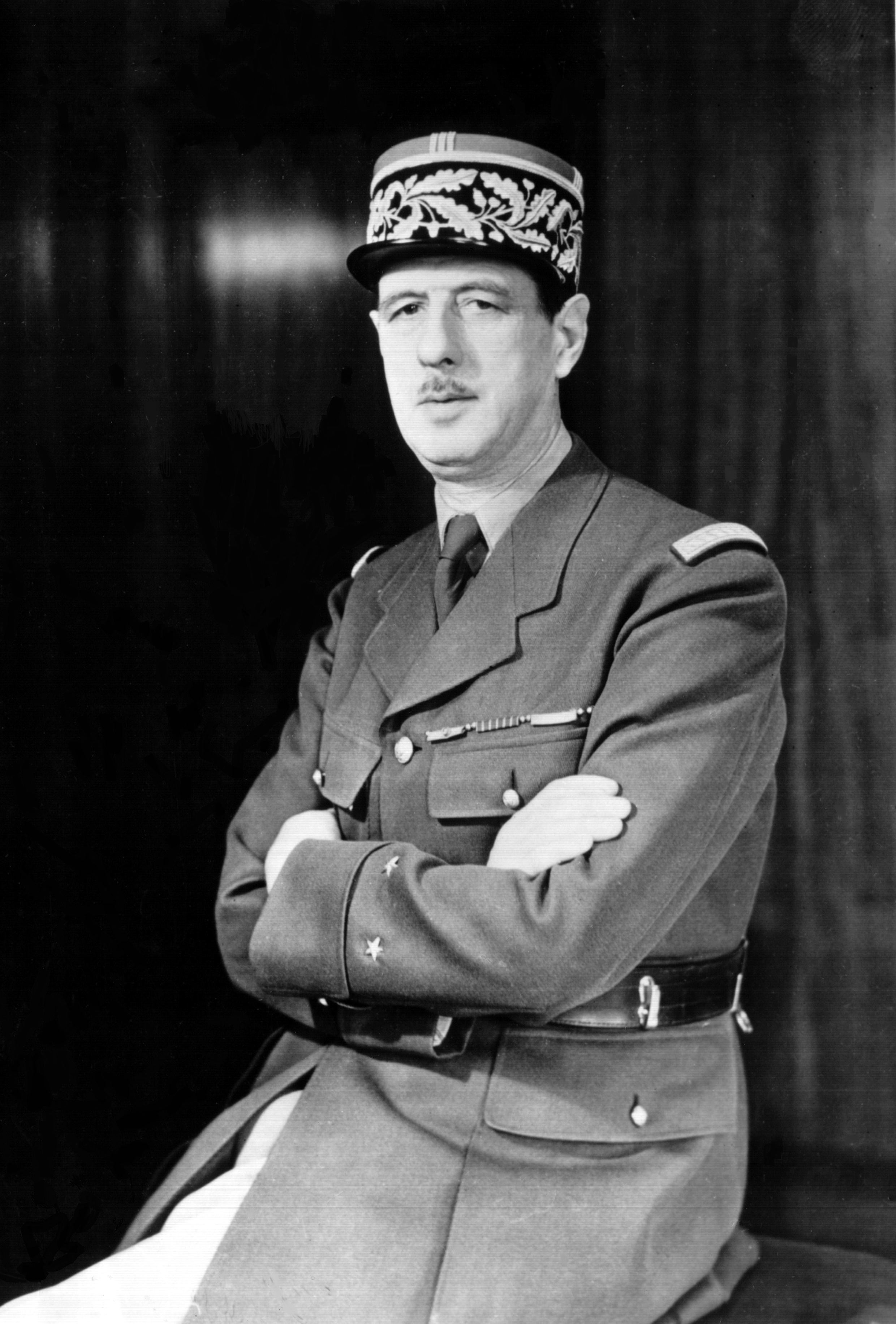
Charles de Gaulle werd verkozen tot grootste Fransman aller tijden

Le Plus Grand Français de tous les temps (Nederlands: "de grootste Fransman aller tijden") was een programma dat in 2005 werd uitgezonden op de Franse televisiezender France 2. Het programma werd gepresenteerd door Michel Drucker en Thierry Ardisson vanuit de Franse Senaat.
De bedoeling was de honderd grootste Fransen te kiezen. Eerst werd door een peiling onder 1032 mensen de lijst met honderd grootste Fransen opgesteld, daarna werd over de tien eerste een documentaire opgesteld en konden de kijkers over de top-10 stemmen. Uiteindelijk werd voormalig president Charles de Gaulle op 18 november 2005 verkozen tot grootste Fransman aller tijden.
Van tevoren werd de show bekritiseerd door Franse historici omdat er bijna alleen maar personen uit de recente Franse geschiedenis in de lijst genoteerd waren. Middeleeuwse helden als Filips II, Lodewijk de Heilige en Jeanne d'Arc waren laag of zelfs niet genoteerd.
Het programma was gebaseerd op het Britse programma Great Britons van de BBC. Ook in vele andere landen vond een dergelijke verkiezing plaats. Op de Belgische televisie bijvoorbeeld werd later De Grootste Belg verkozen, en op de Nederlandse televisie werd er gezocht naar de grootste Nederlander.

## Lijst van grootste Fransen aller tijden
1. Charles de Gaulle (1890-1970)
2. Louis Pasteur (1822-1895)
3. Abbé Pierre (1912-2007)
4. Marie Curie (1867-1934)
5. Coluche (1944-1986)
6. Victor Hugo (1802-1885)
7. Bourvil (1917-1970)
8. Molière (1622-1673)
9. Jacques-Yves Cousteau (1910-1997)
10. Édith Piaf (1915-1963)
11. Marcel Pagnol (1895-1974)
12. Georges Brassens (1921-1981)
13. Fernandel (1903-1971)
14. Jean de La Fontaine (1621-1695)
15. Jules Verne (1828-1905)
16. Napoleon Bonaparte (1769-1821)
17. Louis de Funès (1914-1983)
18. Jean Gabin (1904-1976)
19. Daniel Balavoine (1952-1986)
20. Serge Gainsbourg (1928-1991)
21. Zinédine Zidane (1972-heden)
22. Karel de Grote (742-814)
23. Lino Ventura (1919-1987)
24. François Mitterrand (1916-1996)
25. Gustave Eiffel (1832-1923)
26. Émile Zola (1840-1902)
27. Zuster Emmanuelle (1908-2008)
28. Jean Moulin (1899-1943)
29. Charles Aznavour (1924-2018)
30. Yves Montand (1921-1991)
31. Jeanne d'Arc (1412-1431)
32. Philippe Leclerc de Hauteclocque (1902-1947)
33. Voltaire (1694-1778)
34. Johnny Hallyday (1943-2017)
35. Antoine de Saint-Exupéry (1900-1944)
36. Claude François (1939-1978)
37. Christian Cabrol (1927-1984)
38. Jean-Paul Belmondo (1933-2021)
39. Jules Ferry (1832-1893)
40. Louis Lumière (1862-1954)
41. Michel Platini (1954-heden)
42. Jacques Chirac (1932-2019)
43. Charles Trenet (1913-2001)
44. Georges Pompidou (1911-1974)
45. Michel Sardou (1947-heden)
46. Simone Signoret (1921-1985)
47. Haroun Tazieff (1914-1998)
48. Jacques Prévert (1900-1977)
49. Éric Tabarly (1931-1998)
50. Lodewijk XIV van Frankrijk (1638-1715)
51. David Douillet (1969-heden)
52. Henri Salvador (1917-2008)
53. Jean-Jacques Goldman (1951-heden)
54. Jean Jaurès (1859-1914)
55. Jean Marais (1913-1998)
56. Yannick Noah (1960-heden)
57. Albert Camus (1913-1960)
58. Dalida (1933-1987)
59. Léon Zitrone (1914-1995)
60. Nicolas Hulot (1955-heden)
61. Simone Veil (1927-2017)
62. Alain Delon (1935-2024)
63. Patrick Poivre d'Arvor (1947-heden)
64. Aimé Jacquet (1941-heden)
65. Francis Cabrel (1953-heden)
66. Brigitte Bardot (1934-heden)
67. Guy de Maupassant (1850-1893)
68. Alexandre Dumas (1802-1870)
69. Honoré de Balzac (1799-1850)
70. Paul Verlaine (1844-1896)
71. Jean-Jacques Rousseau (1712-1778)
72. Robespierre (1758-1794)
73. Renaud (1952-heden)
74. Bernard Kouchner (1939-heden)
75. Claude Monet (1840-1926)
76. Michel Serrault (1928-2007)
77. Pierre-Auguste Renoir (1841-1920)
78. Michel Drucker (1942-heden)
79. Raimu (1883-1946)
80. Vercingetorix (92-46 voor Chr.)
81. Raymond Poulidor (1936-2019)
82. Charles Baudelaire (1821-1867)
83. Pierre Corneille (1606-1684)
84. Arthur Rimbaud (1854-1891)
85. Georges Clemenceau (1841-1929)
86. Gilbert Bécaud (1927-2001)
87. José Bové (1953-heden)
88. Jean Ferrat (1930-2010)
89. Lionel Jospin (1937-heden)
90. Jean Cocteau (1889-1963)
91. Luc Besson (1959-heden)
92. Tino Rossi (1907-1983)
93. Pierre de Coubertin (1863-1937)
94. Jean Renoir (1894-1979)
95. Gérard Philipe (1922-1959)
96. Jean-Paul Sartre (1905-1980)
97. Catherine Deneuve (1943-heden)
98. Serge Reggiani (1922-2004)
99. Gérard Depardieu (1948-heden)
100. Françoise Dolto (1908-1988)